# Голубянка Давида
Голубянка Давида (лат. Neolycaena davidi) — бабочка из семейства голубянки.

## Описание
Размах крыльев около 30 мм. Длина переднего крыла — 13-15 мм. Половой диморфизм выражен слабо. Верхняя сторона крыльев тёмно-коричневая, у корня несколько светлее. На нижней стороне заднего крыла имеется ряд красно-жёлтых пятен с нечёткими контурами, ограниченный снаружи и изнутри двумя рядами черных явственных точек. Точки внутреннего ряда имеют с внутренней стороны по одной белой оторочке. Кнутри от внутреннего ряда точек находится рассеянный ряд белых пятен. Дискальное пятно белого цвета.

## Замечания по систематике
Наиболее восточный представитель рода Neolycaena de Nicéville, 1890. Западные популяции вида ранее выделяли в отдельный вид Neolycaena irkuta Zhdanko, 1994, однако, в дальнейшем подобное выделение было пересмотренов. Вид отличается ярко выраженной географической изменчивостью и включает много подвидов

## Ареал и местообитания
Распространен на Юго-Восточном Алтае, в Туве, Прибайкалье, Забайкалье, Монголии и в Северном Китае. На территории России достоверно отмечена в Бурятии и Читинской области. С территории Алтая известен по единственному экземпляру самки, обнаруженной в долине р. Кызылшин в 1996 году.
Бабочки встречаются в разреженных сосновых лесах, по небольшим склонам, в степных биотопах, на остепненных участках в горах а высотах 2000—2500 м н.у.м, где произрастает кормовое растение гусениц — карагана.

## Биология
Бабочки встречаются с конца июня по конец июля. Яйца откладываются самками утром по одному на стволы и ветви караганы, при этом самка покрывает их 120—160 черными волосками с конца своего брюшка. Каждая самка способна отложить около 70 яиц. Яйцо белое, шаровидное, с ячеистой скульптурой с небольшими выступами в узлах ячеек. По данным из Забайкалья гусеница последних возрастов светло-зеленого с двумя светлыми линиями на спине, на сегментах с 5 по 9 также имеются косые светлые боковые полоски, слегка искривленные на сегментах 5-7 и прямые на сегментах 8-9; над ногами проходит белая полоса. Каждый брюшкой сегмент на стороне спины имеет по два бугорка, что делает профиль гусеницы волнистым. Тело гусеницы покрыто тонкими волосками. Куколка темно-коричневого цвета с небольшими черными точками, «пушистая» благодаря светлым волоскам. Кормовые растение гусениц — различные виды караганы (Caragana), включая такой вид как Caragana microphylla. Питание гусениц на караганы Caragana pygmaea достоверно не зарегистрировано, упоминание этого вида в качестве кормового основывается на редких случаях обнаружения яиц на этом виде. Гусеницы едят листья, бутоны и цветы.

## Численность
Специальные учёты не проводились. По косвенным данным численность следует признать очень низкой.

## Замечания по охране
Занесен в Красную Книгу России (I категория — находящийся под угрозой исчезновения вид). Охраняется в Даурском заповеднике.